# Sentōin, Hakenshimasu!

## Trama
Tendo quase completado sua conquista da Terra, a maligna Corporação Kisaragi decidiu expandir suas operações para outros planetas semelhantes à Terra em todo o universo, enviando o Agente de Combate 6 e o recém-desenvolvido androide de combate Alice para um mundo de fantasia por meio de um teletransportador não testado. Pouco depois de chegarem, 6 e Alice são convocados para o exército do Reino de Grace. No entanto, 6 precisa coletar "Pontos Malignos" suficientes para ajudar Kisaragi a estabelecer uma posição neste novo planeta. 6 e Alice devem equilibrar seu trabalho para Kisaragi com a salvação do Reino de Grace e sua Princesa do exército demoníaco invasor.

## Personagens
Agente de Combate 6 (戦闘員六号, Sentōin Roku-Gō, lit.  "'Combatente Número Seis'")
Voz de Yusuke Shirai (Japonês) Fernando Ferraz (Português brasileiro)
Um dos primeiros agentes de combate da Corporação Kisaragi cujo nome verdadeiro não foi revelado. 6 serve como um batedor avançado para Kisaragi no outro mundo (escolhido por meio de lançamento de dados), e constantemente se mete em situações desonrosas ou lascivas para aumentar seus Pontos Malignos, mas suas táticas dissimuladas são úteis na luta contra oponentes demoníacos que ele encontra. Ele conhece os Líderes Supremos de Kisaragi por causa de seu passado comum.
Alice Kisaragi (キサラギ＝アリス, Kisaragi Arisu)
Miyu Tomita (Japonês) Isabella Guarnieri (Português brasileiro)
A "Menina Bonita Androide da Companhia Kisaragi", Alice é um androide de combate recentemente construído por Lilith que afirma ter a força de uma menina, mas ela é capaz de empunhar uma espingarda que 6 invoca para ela desde o início. Alice também afirma ter um poderoso dispositivo de autodestruição embutido dentro dela que será acionado com danos suficientes. Ela muitas vezes atua como o "homem hétero" para as travessuras do Agente 6.
Snow (スノウ, Sunō)
Sayaka Kikuchi (Japonês) Andressa Bodê (Português brasileiro)
A ambiciosa Comandante da Guarda Real da Princesa Tillis que subiu das favelas, motivada principalmente pela fortuna e pela glória. Após um incidente ao trazer 6 e Alice para o Reino, Snow é rebaixado e forçado a servir como Diretor Executivo do 6. Snow tem o hábito de gastar seu dinheiro em espadas caras com nomes chiques.
Rose (ロゼ, Roze)
Natsumi Murakami (Japonês) Hellen Vasconcelos (Português brasileiro)
Uma quimera na forma de uma menina, ela pode copiar as habilidades de qualquer criatura que comer. Rose trata as palavras de seu falecido criador como um evangelho, o que às vezes a leva a dizer algumas falas "cafonas".
Grimm (グリム, Gurimu)
Minami Takahashi (Japonês) Ana Maria Morais (Português brasileiro)
Uma Arcebispa de Zenarith que muitas vezes adormece durante a batalha. Ela é uma maga negra, capaz de infligir maldições aos seus alvos. No entanto, suas maldições só funcionam "talvez 80% das vezes" e "a taxa de sucesso cai como uma pedra" quando ela usa a mesma frase ou pode até afetá-la. Grimm está presa a uma cadeira de rodas, mas apenas porque uma maldição saiu pela culatra e a impediu de usar sapatos. Ser uma Arcebispa de Zenarith permite que Grimm seja ressuscitada da morte quando uma oferenda é feita em um santuário ou templo próximo.
Freezing Astaroth (氷結のアスタロト, Hyōketsu no Asutaroto)
Sayumi Watabe (Japonês) Patt Souza (Português brasileiro)
Uma das Líderes Supremas da Kisaragi, que tem o poder de encerrar seus inimigos no gelo. Ela secretamente tem uma queda pelo Agente 6.
Flaming Belial (業火のベリアル, Gōka no Beriaru)
Rina Hidaka (Japonês) Paula Spinelli (Português brasileiro)
Uma das Líderes Supremas da Kisaragi com o poder de criar chamas com suas mãos. Fica facilmente envergonhada quando lembrada de sua família. Agente 6 revelou acidentalmente que seu nome verdadeiro é Yukari.
Black Lilith (黒のリリス, Kuro no Ririsu)
Kaori Ishihara (Japonês) Mariana Pozatto (Português brasileiro)
Uma das Líderes Supremas da Kisaragi, uma garotinha que projeta e constrói dispositivos de alta tecnologia de todos os tipos.
Princesa Tillis (ティリス王女, Tirisu Hime) / Cristoseles Tillis Grace (クリストセレス • ティリス • グレイス, Kurisutoseresu Tirisu Gureisu)
Kaori Maeda (Japonês) Paula Almeida (Português brasileiro)
A princesa e atual governante do Reino de Grace, cuja família real desapareceu misteriosamente.
Heine (炎のハイネ, Honō no Haine)
Asami Seto (Japonês) Kate Kelly Ricci (Português brasileiro)
Membra dos Quatro Reis Celestiais do Exército Demônio, também conhecida como "Heine da Chama", que controla o poder sobre o fogo.

## Mídia

### Light novels
O primeiro volume da light novel foi publicado em 1º de novembro de 2017 pela Kadokawa Shoten sob o selo Kadokawa Sneaker Bunko. Em junho de 2022, sete volumes foram publicados. A série de light novels é publicada na América do Norte pela Yen Press.

#### Volumes
| N.º | Data de lançamento    | ISBN              |
| --- | --------------------- | ----------------- |
| 1   | 1 de novembro de 2017 | 978-4-04-106110-7 |
| 2   | 1 de maio de 2018     | 978-4-04-106112-1 |
| 3   | 1 de abril de 2019    | 978-4-04-107556-2 |
| 4   | 1 de setembro de 2019 | 978-4-04-107557-9 |
| 5   | 1 de janeiro de 2020  | 978-4-04-108974-3 |
| 6   | 1 de setembro de 2020 | 978-4-04-109537-9 |
| 7   | 1 de junho de 2022    | 978-4-04-109538-6 |

### Mangá
Uma adaptação de mangá ilustrada por Masaaki Kiasa foi serializada na revista de mangá Monthly Comic Alive da Media Factory de 27 de março de 2018 a 27 de março de 2024. A série foi reunida em doze volumes tankōbon. A série de mangá também é publicada na América do Norte pela Yen Press.

#### Volumes
| N.º | Data de lançamento     | ISBN              |
| --- | ---------------------- | ----------------- |
| 1   | 23 de agosto de 2018   | 978-4-04-065045-6 |
| 2   | 23 de março de 2019    | 978-4-04-065494-2 |
| 3   | 20 de setembro de 2019 | 978-4-04-064027-3 |
| 4   | 23 de março de 2020    | 978-4-04-064500-1 |
| 5   | 23 de setembro de 2020 | 978-4-04-064893-4 |
| 6   | 23 de março de 2021    | 978-4-04-680305-4 |
| 7   | 22 de setembro de 2021 | 978-4-04-680734-2 |
| 8   | 23 de março de 2022    | 978-4-04-681224-7 |
| 9   | 21 de outubro de 2022  | 978-4-04-681767-9 |
| 10  | 23 de março de 2023    | 978-4-04-682244-4 |
| 11  | 22 de novembro de 2023 | 978-4-04-682839-2 |
| 12  | 23 de maio de 2024     | 978-4-04-683566-6 |

### Anime
Durante uma transmissão ao vivo comemorando o primeiro aniversário do site de light novel "Kimirano" da Kadokawa em 15 de março de 2020, foi anunciado que a série receberia uma adaptação para anime. A série foi animada pela J.C.Staff e foi ao ar de 4 de abril a 20 de junho de 2021 na AT-X, Tokyo MX, KBS Kyoto, SUN e BS-NTV. Hiroaki Akagi dirigiu a série, com Yukie Sugawara cuidando dos roteiros da série, Sōta Suwa desenhando os personagens e Masato Kōda compondo a música da série. Miku Itō cantou o tema de abertura "No.6", enquanto Miyu Tomita, Sayaka Kikuchi, Natsumi Murakami e Minami Takahashi cantaram o tema de encerramento "Home Sweet Home" como seus respectivos personagens. Teve duração de 12 episódios.
A Funimation coproduziu a série e a transmitiu em seu site na América do Norte e nas Ilhas Britânicas, na Europa através do Wakanim e na Austrália e Nova Zelândia através do AnimeLab. Após a aquisição da Crunchyroll pela Sony, a série foi transferida para a Crunchyroll. A Muse Communication licenciou a série no Sudeste Asiático e no Sul da Ásia e a transmitiu em seu canal Muse Asia no YouTube e no Bilibili.

#### Episódios
| N.º | Título | Dirigido por     | Escrito por    | Exibição original   |
| --- | --- | ---------------- | -------------- | ------------------- |
| 1   | "Espiões Serão Despachados!" Transliteração: "Kōsakuin, Haken Shimasu" (em japonês: 工作員、派遣します！)                                          | Makoto Sokuza    | Yukie Sugawara | 4 de abril de 2021  |
| 2   | "Aniquile seus Rivais nos Negócios!" Transliteração: "Shōbaigataki o Jūrin Seyo" (em japonês: 商売仇を蹂躙せよ)                                    | Seung Deok Kim   | Yukie Sugawara | 11 de abril de 2021 |
| 3   | "O Modo Correto de Limpar uma Torre!" Transliteração: "Tadashii Tō no Kōryaku-hō" (em japonês: 正しい塔の攻略法)                                   | Nana Fujiwara    | Yukie Sugawara | 18 de abril de 2021 |
| 4   | "Como Derrotar uma Líder Maligna" Transliteração: "Aku no Kanbu no Taoshikata" (em japonês: 悪の幹部の倒し方)                                      | Yoshitaka Koyama | Yukie Sugawara | 25 de abril de 2021 |
| 5   | "Ser um Herói" Transliteração: "Hīrō ni Naru Tame ni" (em japonês: ヒーローになるために)                                                           | Taiki Nishimura  | Yukie Sugawara | 2 de maio de 2021   |
| 6   | "Combatentes Serão Despachados" Transliteração: "Sentōin, Haken Shimasu!" (em japonês: 戦闘員、派遣します！)                                       | Ken'ichi Nishida | Yukie Sugawara | 9 de maio de 2021   |
| 7   | "Assanhada Vigarista" Transliteração: "Petenshikei Konkatsu Joshi" (em japonês: ペテン師系婚活女子)                                                | Nana Fujiwara    | Kō Shigenobu   | 16 de maio de 2021  |
| 8   | "Amazona Corrupta e Pilantra" Transliteração: "Haragurokei Oshoku Kishi" (em japonês: 腹黒系汚職騎士)                                              | Taiki Nishimura  | Kō Shigenobu   | 23 de maio de 2021  |
| 9   | "Quimera Carnívora" Transliteração: "Nikushokukei Joshi Kimera" (em japonês: 肉食系女子キメラ)                                                     | Makoto Sokuza    | Kō Shigenobu   | 30 de maio de 2021  |
| 10  | "As Líderes da Kisaragi Farão uma Transmissão ao Vivo" Transliteração: "Kisaragi Kanbu, Haishin Shimasu!" (em japonês: キサラギ幹部、配信します！) | Tarō Kubo        | Kō Shigenobu   | 6 de junho de 2021  |
| 11  | "Como Fazer uma Líder do Mal Chorar" Transliteração: "Aku no Kanbu no Nakasekata" (em japonês: 悪の幹部の泣かせ方)                                 | Nana Fujiwara    | Yukie Sugawara | 13 de junho de 2021 |
| 12  | "Parceiro Forte e Parceira Inteligente Lançado" Transliteração: "Tsuyoi Aibō to Kashikoi Aibō" (em japonês: 強い相棒と賢い相棒)                    | Ken'ichi Nishida | Yukie Sugawara | 20 de junho de 2021 |